# Yang Mingming
En una onomàstica xinesa Yang es el cognom i Mingming el prenom.
Yang Mingming (xinès simplificat: 杨明明) (Pequín 1987 - ) Actriu, fotògrafa, guionista i directora de cinema xinesa.

## Biografia
Yang Mingming va néixer el 1987 a Pequín (Xina). De petita va estudiar dansa popular xinesa, però va decidir que "un ballarí no podia menjar massa" i va decidir estudiar direcció, en cinema i televisió, a l'Institut Nacional d'Art Dramàtic de Pequín.

## Filmografia i premis
El 2012 va escriure, dirigir un pseudo-documental de caràcter autobiogràfic, amb el títol 女导演 (Female directors)Es la història de dos amics íntims que aspiren a convertir-se en directors, un interpretat per la mateixa Yang Mingming, l'altre pel seu amic i company de classe Guo Yue (郭月.
La pel·lícula és un assaig personal sobre la condició, o identitat femenina, amb una pregunta sobre l'ideal d'estabilitat i calidesa que representa una casa, una llar. Acaba amb una escena al temple de Confuci a Pequín, que és alhora una crítica i una referència a la tradició.
A "Female Directors", Yang cita els poemes del poeta Rilke, de manera que els crítics de cinema van intentar trobar la racionalitat de Rilke en les seves obres. Però Yang prefereix considerar el director francès Robert Bresson com el seu mentor espiritual. Ella va admetre públicament en una entrevista als mitjans: "Es pot dir que "Mouchette" (de Bresson) és una inspiració per a totes les meves pel·lícules posteriors. Quan escric sobre les dones i el dolor de les dones, sempre pensaré en aquesta pel·lícula, passi el que passi”.
El 2015, va participar en el llargmetratge "Crosscurrent", dirigit per Yang Chao, que va guanyar el premi a la millor contribució artística del Festival de Berlín. i el Premi del jurat del "The WIFTS Foundation International Visionary Awards"Després de "Female directors" el 2018, Yang va dirigir 柔情史 (Girls Always Happy): La pel·lícula és un retrat més o menys trist de les relacions entre una mare vídua i la seva filla soltera (interpretada per Yang), que viuen en un hutong al sud de Pequín. Va guanyar el Premi Golden Firebird i premi FIPRESCI del Festival Internacional de Cinema de Hong Kong. Premi a la millor direcció del International Women's Film Festival Seoul. Premi Media Choice del Festival Internacional de Cinema de Shanghai. Nominada al 68è Festival Internacional de Cinema de Berlín.